# Luis Enrique Álvarez
Luis Enrique Álvarez (Perú, 17 de mayo de 1990) es un futbolista peruano. Juega como defensa central y su equipo actual es el Atlético Grau de la Primera División del Perú. Tiene 34 años.

## Trayectoria
Formado en las canteras de la Universidad San Martín, debutó en Primera División el 7 de diciembre de 2008 frente a la Universidad César Vallejo, por la penúltima fecha del Torneo Clausura 2008. El encuentro finalizó con derrota para su equipo por 0-1, pero aquella tarde la San Martín terminó dando la vuelta olímpica. Al año siguiente, tuvo una sola aparición en la temporada. Luego fue cedido junto a otros juveniles al Atlético Minero, disputando 4 partidos en la Segunda División Peruana 2009. Regresó en los últimos meses del 2009 a la San Martín, donde jugó algunos encuentros con la categoría Sub-20.

## Estadísticas

### Clubes
| Univ. San Martín · Perú                                                                | 1.ª           | 2008          | 2   | 0 | —  | — | — | — | 2   | 0  |
| Univ. San Martín · Perú                                                                | 1.ª           | 2009          | 1   | 0 | —  | — | — | — | 1   | 0  |
| Univ. San Martín · Perú                                                                | 1.ª           | 2010          | 9   | 0 | —  | — | — | — | 9   | 0  |
| Univ. San Martín · Perú                                                                | 1.ª           | 2011          | 7   | 0 | —  | — | — | — | 7   | 0  |
| Univ. San Martín · Perú                                                                | 1.ª           | 2012          | 7   | 0 | —  | — | — | — | 7   | 0  |
| Univ. San Martín · Perú                                                                | 1.ª           | 2013          | 20  | 0 | —  | — | — | — | 20  | 0  |
| Univ. San Martín · Perú                                                                | 1.ª           | 2014          | 26  | 1 | 11 | 0 | — | — | 37  | 1  |
| Univ. San Martín · Perú                                                                | 1.ª           | 2015          | 25  | 1 | 12 | 0 | — | — | 37  | 1  |
| Univ. San Martín · Perú                                                                | 1.ª           | 2017          | 21  | 1 | 10 | 1 | — | — | 31  | 2  |
| Univ. San Martín · Perú                                                                | Total club    | Total club    | 118 | 3 | 33 | 1 | 0 | 0 | 151 | 4  |
| Univ. César Vallejo · Perú                                                             | 1.ª           | 2016          | 29  | 0 | —  | — | — | — | 29  | 0  |
| Univ. César Vallejo · Perú                                                             | Total club    | Total club    | 29  | 0 | 0  | 0 | 0 | 0 | 29  | 0  |
| Real Garcilaso · Perú                                                                  | 1.ª           | 2018          | 6   | 0 | 7  | 1 | 3 | 0 | 16  | 1  |
| Real Garcilaso · Perú                                                                  | Total club    | Total club    | 6   | 0 | 7  | 1 | 3 | 0 | 16  | 1  |
| Carlos A. Mannucci · Perú                                                              | 1.ª           | 2019          | 17  | 0 | 3  | 0 | — | — | 20  | 0  |
| Carlos A. Mannucci · Perú                                                              | Total club    | Total club    | 17  | 0 | 3  | 0 | 0 | 0 | 20  | 0  |
| Ayacucho F.C. · Perú                                                                   | 1.ª           | 2020          | 20  | 1 | —  | — | — | — | 20  | 1  |
| Ayacucho F.C. · Perú                                                                   | Total club    | Total club    | 20  | 1 | 0  | 0 | 0 | 0 | 20  | 1  |
| Cienciano · Perú                                                                       | 1.ª           | 2021          | 19  | 2 | —  | — | — | — | 19  | 2  |
| Cienciano · Perú                                                                       | Total club    | Total club    | 19  | 2 | 0  | 0 | 0 | 0 | 19  | 2  |
| Atlético Grau · Perú                                                                   | 1.ª           | 2022          | 33  | 2 | —  | — | — | — | 33  | 2  |
| Atlético Grau · Perú                                                                   | 1.ª           | 2023          | 30  | 0 | —  | — | — | — | 30  | 0  |
| Atlético Grau · Perú                                                                   | Total club    | Total club    | 63  | 2 | 0  | 0 | 0 | 0 | 63  | 2  |
| Total carrera                                                                          | Total carrera | Total carrera | 272 | 9 | 43 | 1 | 3 | 0 | 318 | 10 |
| (1) Incluye datos de la Copa Bicentenario. (2) No incluye goles en partidos amistosos. |               |               |     |   |    |   |   |   |     |    |

## Palmarés

### Campeonatos nacionales
| Título                    | Club                      | País | Año  |
| ------------------------- | ------------------------- | ---- | ---- |
| Primera División del Perú | Universidad de San Martín | Perú | 2008 |
| Primera División del Perú | Universidad de San Martín | Perú | 2010 |

### Torneos cortos
| Título          | Club        | País | Año  |
| --------------- | ----------- | ---- | ---- |
| Torneo Clausura | Ayacucho FC | Perú | 2020 |